# 1973-as úszó-világbajnokság
Az 1973-as úszó-világbajnokságot augusztus 31. és szeptember 9. között rendezték meg Belgrádban, Jugoszláviában. 47 ország 686 sportolója vett részt az első úszó vb-n.
Összesen 37 versenyszám volt. Úszásban 15 férfi, 14 női, műugrásban a férfi és női 3 m-es és a 10 m-es műugrás. Szinkronúszásban egyéni, páros, és csapatban avattak világbajnokot. A világbajnokság versenyszámai között volt a férfi vízilabdatorna is.

## A rendező kiválasztása
A FINA végrehajtó bizottsága az 1971 novemberi, szinagpúri ülésén döntött a világbajnokság helyszínéről. A világbajnokság rendezésére a kanadai Vancouver és Belgrád pályázott és utóbbi kapta a lehetőséget 7-5 szavazati aránnyal.

## Magyar részvétel
Magyarország a világbajnokságon 25 sportolóval képviseltette magát, akik összesen 2 arany-, 1 ezüst- és 1 bronzérmet szereztek.

### Érmesek
| Érem      | Versenyző                         | Versenyszám | Versenyszám          | Dátum         |
| --------- | --------------------------------- | ----------- | -------------------- | ------------- |
| Aranyérem | Hargitay András                   | úszás       | 400 m-es vegyesúszás | szeptember 5. |
| Aranyérem | Magyar férfi vízilabda-válogatott | vízilabda   | férfi vízilabda      | szeptember 9. |
| Ezüstérem | Verrasztó Zoltán                  | úszás       | 200 m-es hátúszás    | szeptember 6. |
| Bronzérem | Gyarmati Andrea                   | úszás       | 200 m-es hátúszás    | szeptember 7. |

## Éremtáblázat
Jelmagyarázat:
| Jugoszlávia (rendező ország) | Magyarország |

| Helyezés | Ország                    | Arany | Ezüst | Bronz | Összesen |
| 1        | Amerikai Egyesült Államok | 15    | 16    | 7     | 38       |
| 2        | NDK                       | 13    | 6     | 9     | 28       |
| 3        | Olaszország               | 2     | 1     | 2     | 5        |
| 4        | Magyarország              | 2     | 1     | 1     | 4        |
| 4        | Svédország                | 2     | 1     | 1     | 4        |
| 6        | Kanada                    | 1     | 3     | 2     | 6        |
| 7        | Ausztrália                | 1     | 2     | 2     | 5        |
| 8        | Egyesült Királyság        | 1     | 0     | 1     | 2        |
| 9        | Szovjetunió               | 0     | 4     | 1     | 5        |
| 10       | Hollandia                 | 0     | 1     | 1     | 2        |
| 11       | Csehszlovákia             | 0     | 1     | 0     | 1        |
| 11       | Franciaország             | 0     | 1     | 0     | 1        |
| 13       | Japán                     | 0     | 0     | 6     | 6        |
| 14       | NSZK                      | 0     | 0     | 3     | 3        |
| 15       | Jugoszlávia               | 0     | 0     | 1     | 1        |
| Összesen | Összesen                  | 37    | 37    | 37    | 111      |

## Eredmények

### Úszás
- WR – világrekord (World Record)

#### Férfi
| Versenyszám               | Arany                                                                              | Arany       | Ezüst                                                                                 | Ezüst    | Bronz                                                                       | Bronz    |
| ------------------------- | ---------------------------------------------------------------------------------- | ----------- | ------------------------------------------------------------------------------------- | -------- | --------------------------------------------------------------------------- | -------- |
| 100 m-es gyorsúszás       | Jim Montgomery · Egyesült Államok                                                  | 51,70       | Michel Rousseau · Franciaország                                                       | 52,08    | Michael Wenden · Ausztrália                                                 | 52,22    |
| 200 m-es gyorsúszás       | Jim Montgomery · Egyesült Államok                                                  | 1:53,02     | Kurt Krumpholz · Egyesült Államok                                                     | 1:53,61  | Roger Pyttel · NDK                                                          | 1:53,97  |
| 400 m-es gyorsúszás       | Rick DeMont · Egyesült Államok                                                     | 3:58,18 WR  | Brad Cooper · Ausztrália                                                              | 3:58,70  | Bengt Gingsjö · Svédország                                                  | 4:01,27  |
| 1500 m-es gyorsúszás      | Stephen Holland · Ausztrália                                                       | 15:31,85 WR | Rick DeMont · Egyesült Államok                                                        | 15:35,44 | Brad Cooper · Ausztrália                                                    | 15:45,04 |
|                           |                                                                                    |             |                                                                                       |          |                                                                             |          |
| 100 m-es hátúszás         | Roland Matthes · NDK                                                               | 57,47       | Michael Stamm · Egyesült Államok                                                      | 58,77    | Lutz Wanja · NDK                                                            | 59,08    |
| 200 m-es hátúszás         | Roland Matthes · NDK                                                               | 2:01,87 WR  | Verrasztó Zoltán · Magyarország                                                       | 2:05,89  | John Naber · Egyesült Államok                                               | 2:06,91  |
|                           |                                                                                    |             |                                                                                       |          |                                                                             |          |
| 100 m-es mellúszás        | John Hencken · Egyesült Államok                                                    | 1:04,02 WR  | Mihail Hrjukin · Szovjetunió                                                          | 1:04,61  | Tagucsi Nobutaka · Japán                                                    | 1:05,61  |
| 200 m-es mellúszás        | David Wilkie · Egyesült Királyság                                                  | 2:19,28 WR  | John Hencken · Egyesült Államok                                                       | 2:19,95  | Tagucsi Nobutaka · Japán                                                    | 2:23,11  |
|                           |                                                                                    |             |                                                                                       |          |                                                                             |          |
| 100 m-es pillangóúszás    | Bruce Robertson · Kanada                                                           | 55,69       | Joseph Bottom · Egyesült Államok                                                      | 56,37    | Robin Backhaus · Egyesült Államok                                           | 56,42    |
| 200 m-es pillangóúszás    | Robin Backhaus · Egyesült Államok                                                  | 2:03,32     | Steve Gregg · Egyesült Államok                                                        | 2:03,58  | Hartmut Floeckner · NDK                                                     | 2:03,84  |
|                           |                                                                                    |             |                                                                                       |          |                                                                             |          |
| 200 m-es vegyesúszás      | Gunnar Larsson · Svédország                                                        | 2:08,36     | Stanley Carper · Egyesült Államok                                                     | 2:08,43  | David Wilkie · Egyesült Királyság                                           | 2:08,84  |
| 400 m-es vegyesúszás      | Hargitay András · Magyarország                                                     | 4:31,11     | Rodney Strachan · Egyesült Államok                                                    | 4:33,50  | Richard Colella · Egyesült Államok                                          | 4:34,68  |
|                           |                                                                                    |             |                                                                                       |          |                                                                             |          |
| 4 x 100 m-es gyorsváltó   | Egyesült Államok · Melvin Nash · Joe Bottom · Jim Montgomery · John Murphy         | 3:27,18     | Szovjetunió · Igor Grivennyikov · Viktor Aboimov · Vlagyimir Krivcov · Vlagyimir Bure | 3:31,36  | NDK · Roland Matthes · Roger Pyttel · Peter Bruch · Hartmut Floeckner       | 3:32,03  |
| 4 x 200 m-es gyorsváltó   | Egyesült Államok · Kurt Krumholz · Robin Backhaus · Richard Klatt · Jim Montgomery | 7:33,22 WR  | Ausztrália · John Kulasalu · Stephen Badger · Brad Cooper · Michael Wenden            | 7:43,65  | NSZK · Klaus Steinbach · Werner Lampe · Peter Nocke · Folkert Meeuw         | 7:43,68  |
| 4 x 100 m-es vegyes váltó | Egyesült Államok · Michael Stamm · John Hencken · Joe Bottom · Jim Montgomery      | 3:49,49     | NDK · Roland Matthes · Jurgen Glas · Hartmut Floeckner · Roger Pyttel                 | 3:53,24  | Kanada · Ian McKenzie · Peter Hrditschka · Bruce Robertson · Brian Phillips | 3:56,37  |

#### Női
| Versenyszám             | Arany                                                                   | Arany      | Ezüst                                                                                         | Ezüst   | Bronz                                                                       | Bronz   |
| ----------------------- | ----------------------------------------------------------------------- | ---------- | --------------------------------------------------------------------------------------------- | ------- | --------------------------------------------------------------------------- | ------- |
| 100 m-es gyorsúszás     | Kornelia Ender · NDK                                                    | 57,54 WR   | Shirley Babashoff · Egyesült Államok                                                          | 58,87*  | Enith Brigitha · Hollandia                                                  | 58,87*  |
|                         |                                                                         |            | *Az eredményt ezredmásodperc pontossággal állapították meg.                                   |         |                                                                             |         |
| 200 m-es gyorsúszás     | Keena Rothammer · Egyesült Államok                                      | 2:04,99    | Shirley Babashoff · Egyesült Államok                                                          | 2:05,33 | Andrea Eife · NDK                                                           | 2:05,52 |
| 400 m-es gyorsúszás     | Heather Greenwood · Egyesült Államok                                    | 4:20,28    | Keena Rothammer · Egyesült Államok                                                            | 4:21,50 | Novella Calligaris · Olaszország                                            | 4:21,79 |
| 800 m-es gyorsúszás     | Novella Calligaris · Olaszország                                        | 8:52,97 WR | Joan Harshbarger · Egyesült Államok                                                           | 8:55,56 | Gudrun Wegner · NDK                                                         | 9:01,82 |
|                         |                                                                         |            |                                                                                               |         |                                                                             |         |
| 100 m-es hátúszás       | Ulrike Richter · NDK                                                    | 1:05,42    | Melissa Belote · Egyesült Államok                                                             | 1:06,11 | Gwendolyn Cook · Kanada                                                     | 1:06,27 |
| 200 m-es hátúszás       | Melissa Belote · Egyesült Államok                                       | 2:20,52    | Enith Brigitha · Hollandia                                                                    | 2:22,15 | Gyarmati Andrea · Magyarország                                              | 2:22,48 |
|                         |                                                                         |            |                                                                                               |         |                                                                             |         |
| 100 m-es mellúszás      | Renate Vogel · NDK                                                      | 1:13,74    | Liubov Rusanova · Szovjetunió                                                                 | 1:15,42 | Brigette Schuchardt · NDK                                                   | 1:15,82 |
| 200 m-es mellúszás      | Renate Vogel · NDK                                                      | 2,40,01    | Hannelore Anke · NDK                                                                          | 2:40,49 | Lynn Collella · Egyesült Államok                                            | 2:41,71 |
|                         |                                                                         |            |                                                                                               |         |                                                                             |         |
| 100 m-es pillangóúszás  | Kornelia Ender · NDK                                                    | 1:02,53    | Rosemarie Kother · NDK                                                                        | 1:02,68 | Aoki Majumi · Japán                                                         | 1:03,73 |
| 200 m-es pillangóúszás  | Rosemarie Kother · NDK                                                  | 2:13,76 WR | Rosewitha Beier · NDK                                                                         | 2:16,77 | Lynn Collella · Egyesült Államok                                            | 2:19,53 |
|                         |                                                                         |            |                                                                                               |         |                                                                             |         |
| 200 m-es vegyesúszás    | Andrea Hubner · NDK                                                     | 2:20,51 WR | Kornelia Ender · NDK                                                                          | 2:21,21 | Katherine Heddy · Egyesült Államok                                          | 2:23,84 |
| 400 m-es vegyesúszás    | Gudrun Wegner · NDK                                                     | 4:57,51 WR | Angela Franke · NDK                                                                           | 5:00,37 | Novella Calligaris · Olaszország                                            | 5:02,02 |
|                         |                                                                         |            |                                                                                               |         |                                                                             |         |
| 4x100 m-es gyorsváltó   | NDK · Kornelia Ender · Andrea Eife · Andrea Huebner · Sylvia Eichner    | 3:52,45 WR | Egyesült Államok · Kimberley Peyton · Katherine Heddy · Heather Greenwood · Shirley Babashoff | 3:55,52 | NSZK · Jutta Weber · Heidemarie Reineck · Gudrun Beckman · Angela Steinbach | 3:58,88 |
| 4x100 m-es vegyes váltó | NDK · Ulrike Richter · Renate Vogel · Rosemarie Kother · Kornelia Ender | 4:16,84 WR | Egyesült Államok · Melissa Belote · Marcia Morey · Deena Deardurff · Shirley Babashoff        | 4:25,80 | NSZK · Angelike Greiser · Petra Nows · Gudrun Beckmann · Jutta Weber        | 4:26,57 |

### Műugrás

#### Férfi
| Versenyszám         | Arany                           | Arany  | Ezüst                            | Ezüst  | Bronz                            | Bronz  |
| ------------------- | ------------------------------- | ------ | -------------------------------- | ------ | -------------------------------- | ------ |
| 3 m-es műugrás      | Philip Boggs · Egyesült Államok | 618,57 | Klaus Dibiasi · Olaszország      | 615,18 | Keith Russell · Egyesült Államok | 579,48 |
| 10 m-es toronyugrás | Klaus Dibiasi · Olaszország     | 559,53 | Keith Russell · Egyesült Államok | 523,74 | Falk Hoffmann · NDK              | 492,15 |

#### Női
| Versenyszám         | Arany                     | Arany  | Ezüst                           | Ezüst  | Bronz                        | Bronz  |
| ------------------- | ------------------------- | ------ | ------------------------------- | ------ | ---------------------------- | ------ |
| 3 m-es műugrás      | Christa Köhler · NDK      | 442,17 | Ulrika Knape · Svédország       | 434,19 | Marina Janicke · NDK         | 426,33 |
| 10 m-es toronyugrás | Ulrika Knape · Svédország | 406,77 | Milena Duchkova · Csehszlovákia | 387,18 | Irina Kalinina · Szovjetunió | 381,42 |

### Szinkronúszás
| Versenyszám | Arany                                             | Arany   | Ezüst                                | Ezüst   | Bronz                                           | Bronz   |
| ----------- | ------------------------------------------------- | ------- | ------------------------------------ | ------- | ----------------------------------------------- | ------- |
| Egyéni      | Teresa Andersson · Egyesült Államok               | 120,460 | Jo-Jo Carrier · Kanada               | 112,534 | Haszumi Dzsunko · Japán                         | 104,830 |
| Páros       | Egyesült Államok · Teresa Anderson · Gail Johnson | 118,391 | Kanada · Jo-Jo Carrier · Mado Ramsay | 112,917 | Japán · Fudzsivara Maszako · Fudzsivara Jaszuko | 109,702 |
| Csapat      | Egyesült Államok                                  | 117,617 | Kanada                               | 112,918 | Japán                                           | 107,311 |

### Vízilabda
| Versenyszám | Arany | Ezüst | Bronz |
| ----------- | --- | --- | --- |
| Vízilabda   | Magyarország | Szovjetunió | Jugoszlávia |
|             | - Balla Balázs - Bodnár András - Csapó Gábor - Cservenyák Tibor - Faragó Tamás - Görgényi István - Kásás Zoltán - Konrád Ferenc - Molnár Endre - Sárosi László - ifj. Szívós István | - Anatolij Akimov - Alekszej Barkalov - Alekszandr Dreval - Andrej Frolov - Alekszandr Kabanov - Jurij Mityanyin - Nugzar Msvenieradze - Leonyid Oszipov - Vitalij Romancsuk - Szergej Severnyev - Vlagyimir Zsmudckij | - Siniša Belamarić - Ozren Bonačić - Milan Franjković - Boško Lozica - Predrag Manojlović - Miloš Marković - Đorđe Perišić - Damir Polić - Ratko Rudić - Ðuro Savinović - Nikola Stamenić |